# Jacques Rouveyrollis
Jacques Rouveyrollis, né le 28 septembre 1945 à Grenoble, est un éclairagiste de la scène française. Il a travaillé pour la musique à partir du milieu des années 1960, avant d'aborder le théâtre au début des années 1980, puis l'opéra au début des années 1990.
Depuis les années 1960, il conçoit les éclairages des spectacles des vedettes de la chanson comme des pièces de théâtre grand public.

## Biographie et début de carrière
Jacques Rouveyrollis est né d'un père ouvrier dans une usine d'aimants, et joueur professionnel de pétanque, et d'une mère napolitaine gantière.
A 20 ans, alors qu'il est dans une une boîte de nuit de Fréjus (Var), il met en  avant le groupe Les Piteuls, les futurs Il était une fois. Après ça, Polnareff le «recrute» à son tour pour «faire les lumières» comme pour eux.

## Musique
Jacques Rouveyrollis a commencé sa carrière en 1965. Il a travaillé pour de nombreux artistes, comme Barbara (sur une longue durée), Sylvie Vartan (à qui il est fidèle depuis son premier Palais des congrès de Paris), Cerrone, Léo Ferré, Juliette Gréco, Charles Aznavour, Michel Berger, France Gall, Serge Gainsbourg, Michel Sardou, Shirley et Dino, Mireille Mathieu, Charles Trenet, Renaud, Jean-Michel Jarre , Dorothée, Johnny Hallyday etc,.
Il en a souvent suivi sur une longue durée : Michel Polnareff (huit ans) ou Johnny Hallyday, qu'il accompagne depuis son spectacle au Palais des sports de Paris en 1976 : il a éclairé presque tous ses spectacles (sauf celui de l'Olympia en 2000), jusqu'à Tour 66 en 2009, leur quinzième collaboration. Il a aussi éclairé tous les spectacles de Dorothée depuis son tout premier concert : Dorothée Zénith 86 jusqu'à son dernier : Bercy 2010. Il a également travaillé avec Jean-Michel Jarre sur plusieurs de ses concerts les plus mémorables.

## Jalons
- 1980 : Lumières pour Polnareff
- 1981 : Barbara Pantin Premier travail pour le théâtre Cocteau-Marais au théâtre de l'Atelier, mise en scène de Jean-Luc Tardieu
- 1984 ; Johnny Hallyday au Zénith, 4.000 projecteurs ; Premier spectacle avec Renaud.
- 1986 : Ouverture de Bercy avec Julien Clerc ; Concert à Houston avec Jean-Michel Jarre.
- 1993 : Johnny Hallyday au parc des Princes[6]

## Livres
- Roger Abriol, Jacques Rouveyrollis & Bernard Schmitt. Johnny Hallyday – Private Access : À ses côtés en coulisses (éd. Seghers, groupe Robert-Laffont, 2022),  (ISBN 9782232145995)[7].
- Jacques Rouveyrollis. Mes années lumière - autobiographie. (éd l'Archipel, 2022),  (ISBN 978-2-8098-4516-7)

## Récompenses et distinctions
Jacques Rouveyrollis a été récompensé à plusieurs reprises.
Il a reçu deux fois le Molière du créateur de lumières :
- en 2000 pour À torts et à raisons de Ronald Harwood, mis scène par Marcel Bluwal au Théâtre Montparnasse
- en 2002 pour La Boutique au coin de la rue de Miklos Laszlo, mis en scène par Jean-Jacques Zilbermann au Théâtre Montparnasse

Il a également été nommé en 2001 et en 2003.
- Commandeur de l'ordre des Arts et des Lettres (2023)[8],[9]